# Богашёвский тракт
Богашёвский тракт (Богашёвское шоссе) — автомобильная дорога II категории, связывающая Томск с аэропортом Богашёво.
Начинается от Южной площади, проходит через посёлки Предтеченск, Апрель и деревню Лоскутово (Кировский район Томска) и  село Богашёво (Томский район). Длина тракта составляет 20 километров. В черте Томска имеет статус улицы.
В сентябре 2007 года мэрия Томска официально объявила о намерении реконструировать 10 километров Богашёвского шоссе и строительства автодороги в обход Лоскутова и Богашёва. Планировалось, что новая дорога будет магистралью I категории. В 2012 году ожидалась постройка двухуровневой развязки и туннеля. Реконструкция производилась в 2008—2009 годах, после этого закончились деньги и работы остановились. В ходе реконструкции дорога была расширена на участке от Аэропорта до путепровода в селе Богашево, вырублено значительное количество лесопосадок. На участке между Лоскутовым и Богашевым сооружена насыпь под будущее спрямление дороги. После прекращения работ неукрепленная насыпь начала размываться.